# الحرب الحمادية المرابطية (1080-1084)
الحرب الحمادية المرابطية, هي مجموعة من الحملات العسكرية دارت بين الدولة المرابطية و الدولة الحمادية على المغرب الأوسط بين سنتي 473هـ / 1080 و 476هـ / 1084.

## الخلفية
كان الاحتكاك بين الدولتين الصنهاجيتين أمرا لازما، و كانت التوترات موجودة، فرغم أن يوسف بن تاشفين هنئ المنصور بن الناصر، الا أنه تورط في محادثات أظهرت حقيقة النظرة المرابطية للحماديين، و كان تواجد القبائل الزناتية و العربية التي من السهل جذبها، احد الدوافع التي دفعت الحماديين لهذه الحملة. و كانت قبيلتي بني ومانو و بني إلومي من أقوى القبائل الزناتية، فعندما ازاح بلقين بن محمد قبيلة مغراوة و يفرن من المغرب الأوسط، ضلت هاتين القبيلتين و تحالفتا مع صنهاجة، و في عهد الناصر زادت قوة بني ومانو فتزوج من بناتهم و بالتحديد أخت زعيمهم ماخوخ و كذلك فعل ابنهم المنصور.

## الحرب

### الغزو المرابطي و حملة المنصور
في سنة 473-474هـ / 1080-1082، قاد يوسف بن تاشفين حملة على الغرب (غرب الدولة الحمادية) الذي كان تحت هيمنة مغراوة، فغزا تلمسان و طرد بني يعلى ثم استولى على وهران و تنّس و الونشريس و الشلف و سائر البلاد حتى الجزائر، ثم عاد إلى المغرب الأقصى سنة 475هـ/ 1083 و ترك حامية في تلمسان ولى عليها محمد بن تينَعْمَر المسوفي, و أخذ ابن تينعمر في الإغارة على الحماديين بالتعاون مع بني ومانو الزناتيين و زعيمهم ماخوخ و بني إلومي الزناتيين، رغم أن ماخوخ كان صهر المنصور و والده الناصر، و رد المنصور بن الناصر بقوة و خرب أراضي ماخوخ و حصونه و ضيق على ابن تينعمر، فصالح يوسف بن تاشفين الحماديين و أنهى الغارات.

### حملة عبد الله بن المنصور
إلا أن المرابطين أعادوا الكرة و هاجموا المغرب الأوسط، فسرح لهم المنصور ابنه عبد الله الذي هزمهم و طردهم، ثم تقدم و استرجع الغرب و هاجم منطقة بني ومانو ثم حاصر الجعبات و مرات على ضفة وادي ربو و استولى عليها، ثم استولى على بلدة مَرَتْ و عفى عن أهلها ثم عاد إلى أبيه.

### حملة بني ومانو الإنتقامية
بعد هذا النصر، هاجم المنصور نسيبه ماخوخ مرة أخرى، و لكن الزناتيين هزموا الجيوش الصنهاجية، فاضطر المنصور أن يعود إلى بجاية، و من شدة غضبه قام بقتل زوجته الزناتية و التي هي أخت خصمه، حيث أنه لم يعد لها فائدة بعد خيانة ماخوخ و لكن قتلها زاد الطين بلة, فلما سمع ماخوخ بمقتل أخته أنضم للمرابطين الذين دفعوه لغزو المغرب الأوسط و كان يوسف بن تاشفين يساهم في تحريض زناتة، فأرسل ماخوخ ابنه لتلمسان، و رافقه ابن تينعمر و حاصروا الجزائر يومين لكن قُتل محمد، فتم تعيين شقيقه تاشفين بن تينعمر الذي اقتحم آشير و عاث فيها فسادا، فغضب المنصور و هاجم بني ومانو و بني إلومي مرة أخرى، فهزمه عساكر ماخوخ و لاحقواه بينما ينسحب إلى بجاية.
و قيل في رواية أخرى أن حلف المرابطين و زناتة هاجم الجزائر و آشير، فلما تقدم المنصور للدفاع عن نفسه هزمه ماخوخ و تبعه، فعندما وصل إلى بجاية قتل زوجته أخت خصمه.